# فوتوکم

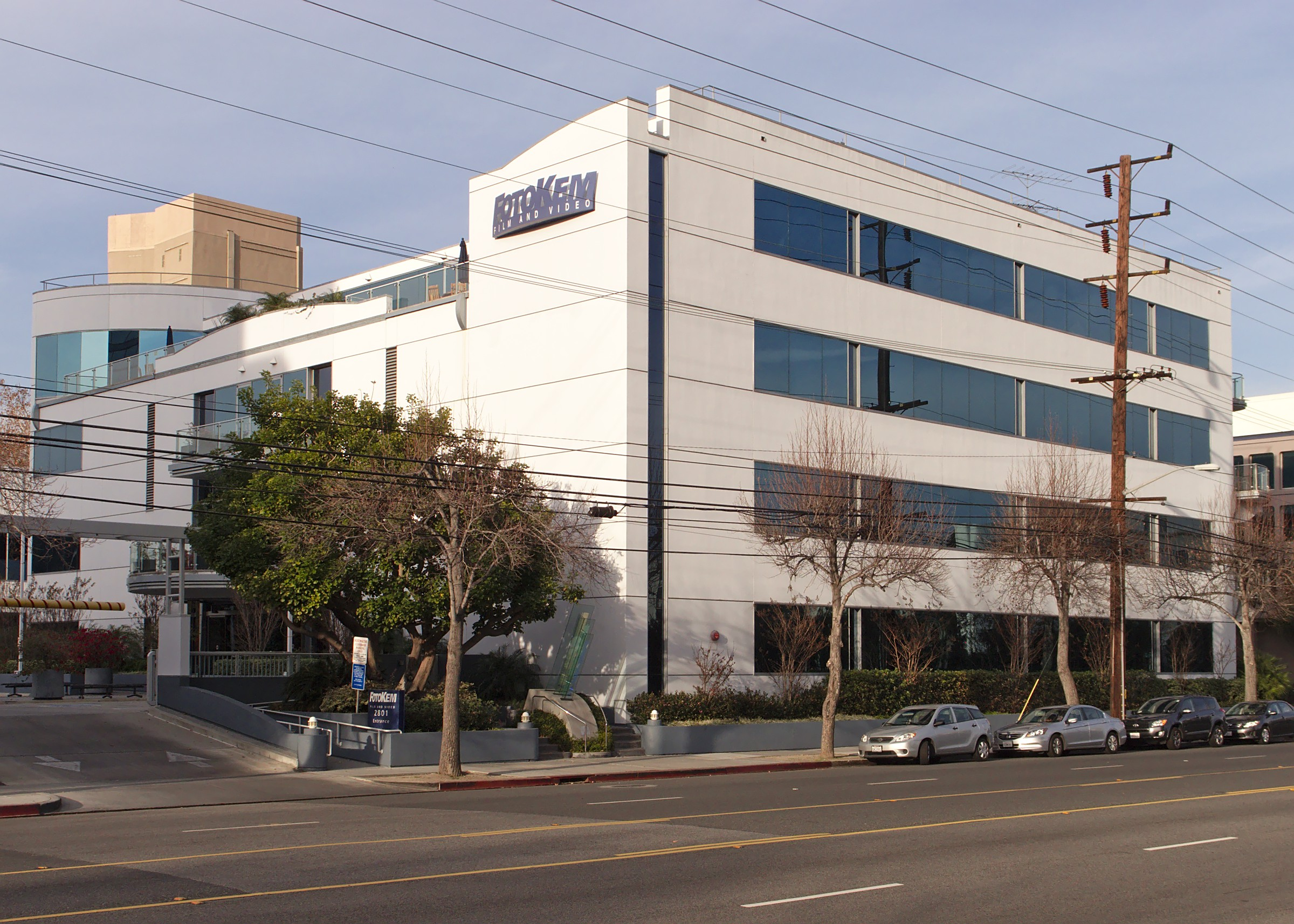
مکان در بربنک ۲۰۱۵

شرکت صنایع فوتوکم که با عنوان آزمایشگاه فوتوکم فعالیت می‌کند، یک آزمایشگاه فیلم و استودیوی پس از تولید است که در بربنک، کالیفرنیا واقع شده است.  این شرکت در سال ۱۹۶۳ تاسیس شد.